# Karl Reich (Ornithologe)
Karl Reich (* 19. April 1871 in Oldenburg (Oldb); † 7. September 1944 in Bremen) war ein deutscher Geschäftsmann und Ornithologe. Zusammen mit Hans Duncker führte er Züchtungsversuche an Kanarienvögeln durch, deren Ergebnisse er mittels früher Schallplatten dokumentierte.
Seine ersten kommerziellen Grammophonaufnahmen von Vogelgesängen erfassten die von Nachtigallen, die er in seiner Voliere in Bremen hielt. Dort ließ er eine Nachtigall in den Trichter des Aufnahmegerätes singen. Danach ließ Reich junge Kanarienvögel diese Nachtigallenlieder hören und lernen. Einer seiner Kanarienvögel, der 1911 gezüchtet wurde, hatte eine sehr tiefe Stimme, und Reich war in der Lage, ihn und einen Stamm zu entwickeln, der Nachtigallenlieder singen konnte.
1908 wurde die älteste kommerziell veröffentlichte Schallplatte eines Vogelgesanges mit Aufnahmen von Reichs gefangenen Nachtigallen produziert. Der Eintrag im HMV-Verzeichnis (His Master’s Voice) dazu lautet (Auszug): „G.C.9439. Made by a captive nightingale. For the first time in the history of the Talking Machine industry, a genuine record has been obtained of a bird. The nightingale in question is the property of Herr Karl Reich …“
Zusammen mit Karl Gustav Hartwig und Carl Röben war Karl Reich am 17. März 1914 Gründungsmitglied der „Gesellschaft zum Schutz der heimischen Vögel“. Später wurde daraus die Bremer Naturschutzgesellschaft (BNG).
Karl Reich starb im September 1944 in Bremen und wurde am 9. September auf dem Riensberger Friedhof beigesetzt.

## Diskographie
- Hawaiian Memories. Karl Reich und seine singenden Kanarienvögel. Goldene Erinnerungen (mit verschiedenen Interpreten), EMI Electrola 27604-8 (LP)